# Gravure ionique réactive profonde
La gravure ionique réactive profonde (en anglais Deep Reactive Ion Etching DRIE) est un procédé de gravure ionique réactive fortement anisotrope utilisé en micro-électronique. Il sert à créer des trous et des tranchées profondes dans des wafers avec un rapport largeur/hauteur de 20/1 ou plus. Cette technique a été développée pour les microsystèmes électromécaniques (MEMS) qui nécessitent ce type de fonctionnalités mais est aussi utilisée pour creuser des tranchées pour les condensateurs à haute densité de la DRAM ainsi pour développer les TSV (Through Silicon Via) dans le cadre de l'intégration tridimensionnelle. Il existe de nombreuses méthodes pour la gravure des motifs à fort facteur d'aspect, le plus utilisé d'entre eux étant les procédés Bosch et cryogénique.. 
Le procédé de gravure classique par diffusion thermique conduit à un profil de concentration en atomes dopants qui diminue progressivement depuis la surface. Or la réalisation de jonctions PN impose au contraire l’obtention de jonctions abruptes. En d’autres termes, cela impose un passage brutal d'une zone à concentration homogène en dopant de type P à une zone homogène en concentration de dopant N. Pour tenter d'homogénéiser la zone diffusée, on pratique un traitement thermique après arrêt du processus de diffusion. Mais cela n'est pas toujours suffisant pour obtenir une jonction très abrupte. Ainsi, on procède parfois à l'implantation directe en profondeur d'atomes ionisés à l'aide d'un implanteur ionique. Il est ainsi possible d'obtenir dans une tranche de silicium, des zones parfaitement localisées où des jonctions sont abruptes, ainsi que des zones sur-dopées de propriétés résistives particulières.
Les deux principales techniques de DRIE à haut taux sont cryogénique et Bosch,,. Les deux procédés permettent de fabriquer des flancs parfaitement verticaux mais souvent les flancs sont légèrement évasés, par exemple à 88° ou 92° : on parle alors de parois « rétrograde ». Il existe un autre mécanisme appelé passivation des parois : des groupes fonctionnels SiOxFy, produit à partir d'hexafluorure de soufre et d'oxygène gazeux, condensent sur les parois latérales et les protègent de la gravure. En combinant tous ces procédés, on peut alors réaliser des structures verticales profondes.

## Procédé Bosch

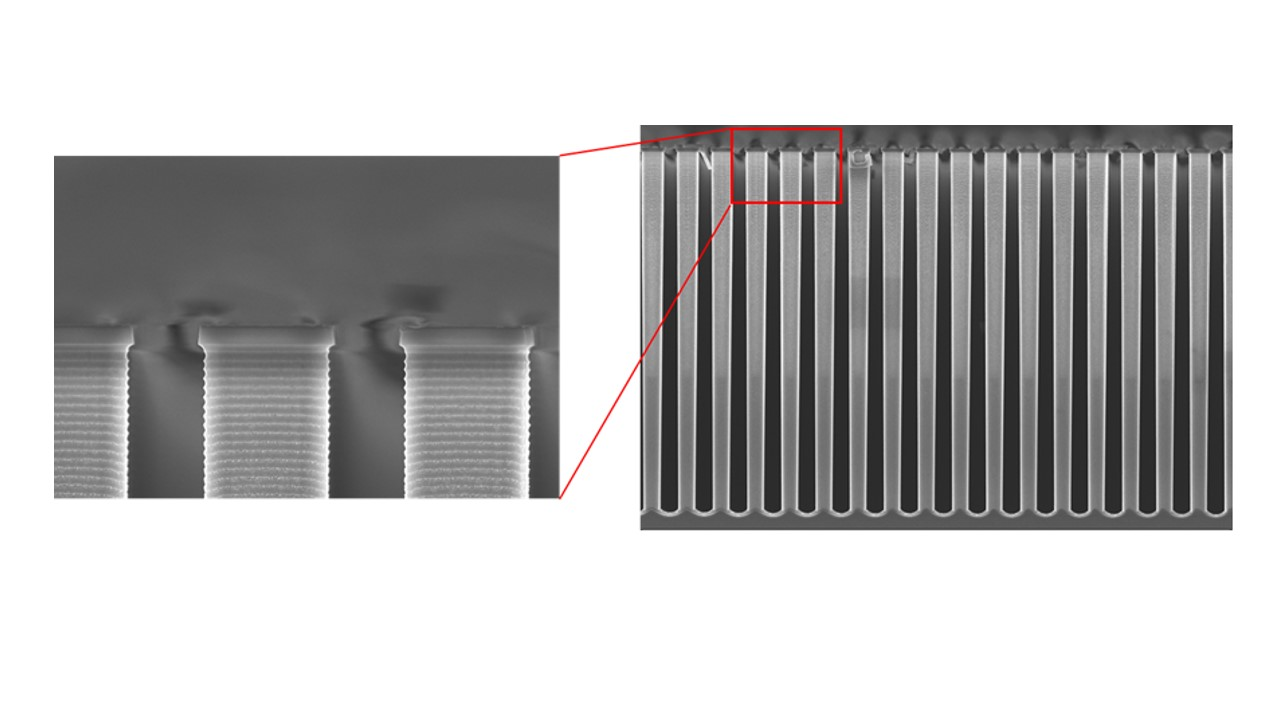
Image MEB du profil de gravure réalisé par le procédé Bosch

Le procédé Bosch breveté par les Dr Franz Laemer et Andrea Urban en 1993 est un procédé largement utilisé par l’industrie microélectronique pour les gravures profondes. En effet, il a été développé pour la réalisation de structures à hauts facteurs de forme sur silicium à température ambiante. Ce procédé alterne une phase de gravure du silicium en utilisant un plasma à base de fluor (Hexafluorure de Soufre SF6) et une phase de dépôt (ou passivation) à base de chimie fluorocarbonée (C4F8, C2F6, CF4 ou CHF3-Ar) tout en garantissant une gravure profonde anisotrope avec un fort rapport d’aspect. De manière plus précise, l’hexafluorure de soufre SF6 est le gaz utilisé dans ce procédé pour graver de manière isotrope en générant des radicaux fluoré dans le plasma à haute densité. Après le court plasma SF6, la passivation des flancs de gravure ainsi que la protection du masque sont assurées par le plasma C4F8. Cela permet de déposer une couche mince de polymère à base de fluorocarbone sur les surfaces du substrat, permettant ainsi la passivation des flancs de gravures. L’étape de gravure suivante détruit la couche de passivation au fond du motif par un bombardement ionique. Le profil de la gravure est alors obtenu par l’ajustement de l’efficacité et du ratio des temps entre ces étapes de gravure et de passivation,. Il est donc nécessaire d’enchaîner de nombreuses étapes de gravure et de passivation pour arriver à des gravures profondes à flancs verticaux et ainsi conserver l’anisotropie. Néanmoins l’alternance d’étapes de gravure isotrope et de passivation génère une rugosité non négligeable des flancs. Cette rugosité est problématique pour le remplissage des cavités puisqu’il subsiste après gravure des vides localisés sur les flancs des structures. Un autre inconvénient du procédé de Bosch est le redépôt sur les parois du réacteur qui est due à l’utilisation de chimie polymérisante lors de l’étape de passivation. Le procédé Bosch commence à montrer ces limites en termes de profondeur gravée et rugosité des flancs, d’où le pari sur la technique cryogénique pour remplacer le procédé Bosch dans les années à venir.

## Procédé cryogénique
La gravure cryogénique utilise les mélanges SF6/O2, le SF6 est toujours le gaz gravant mais le O2 est ajouté au mélange gazeux pour permettre d’obtenir une protection des flancs durant la gravure. Le gravure et la passivation s’effectuent durant la même étape et à basse température aux alentours de -85°C à 140°C.  

## Applications
- Mémoire DRAM, avec des tranches comprises entre 10 et 20 µm de profondeur,
- MEMS, le procédé DRIE est utilisé pour toute application de profondeur comprises entre quelques µm et 0,5 mm.